# Wilhelm Böös Drakenhielm

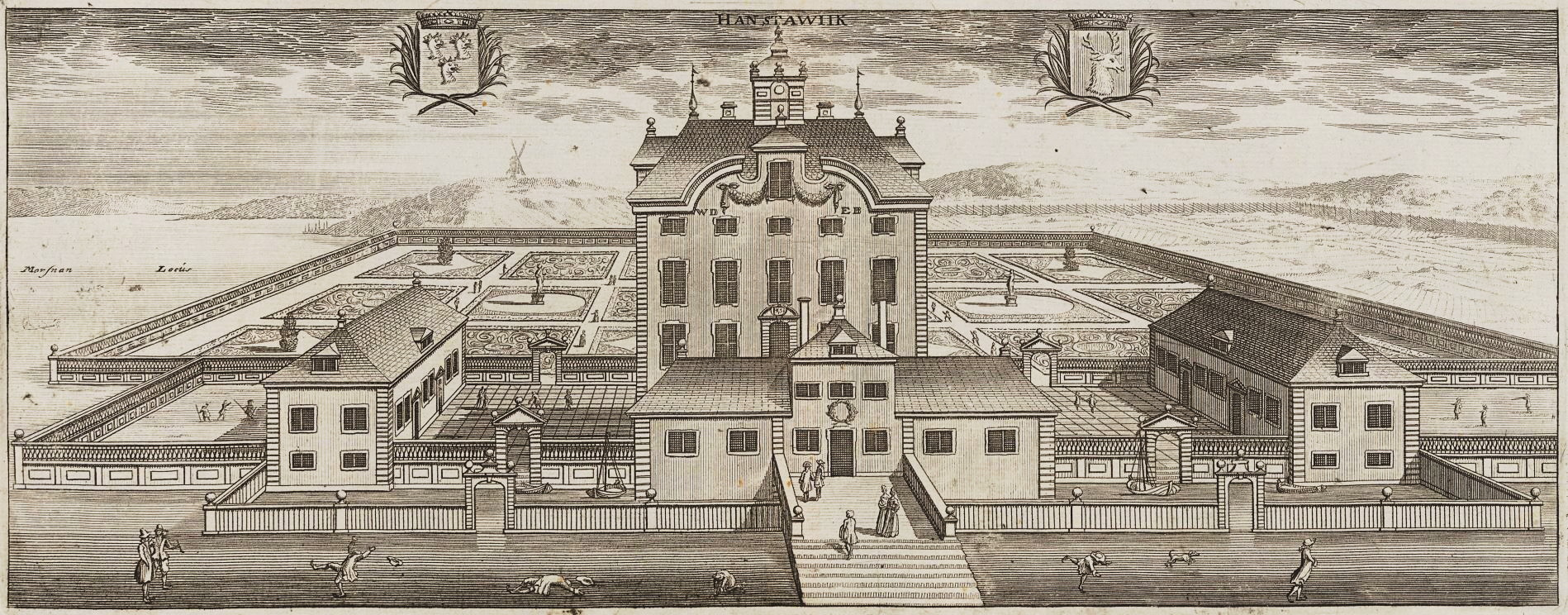
Drakenhielms Hanstavik på 1660-talet enligt Erik Dahlbergh i Sueciaverket.

Wilhelm Drakenhielm, tidigare Böös, född 24 februari 1624 i Örebro, död 2 januari 1676 i Stockholm, var generaltullmästaren och ägde mark på Södermalm i Stockholm, bland annat det område som idag kallas Zinkensdamm. Han ägde också godsen Hanstavik, Öster-Malma gård och Stjärnholm samtliga i Södermanland. Han adlades med namnet Drakenhielm.

## Biografi
Wilhelm Böös Drakenhielm var son till borgmästaren i Örebro Christoffer Böös (död 1656) och hans maka Elin Jönsdotter (död 1656). Han gifte sig 1648 med Elsa von Brandt och fick med henne dottern Maria Eleonora Drakenhielm (1650–1680). Maria Eleonora skulle senare komma att gifta sig med landshövdingen, fältmarskalken och generalguvernören Erik Dahlbergh, som kanske mest är känd för sitt planschverk Suecia antiqua et hodierna. En annan dotter var Christina Eleonora Drakenhielm.
Elsa von Brandt dog 5 oktober 1658. Drakenhielm gifte om sig 18 juli 1659 med dottern till det förmögna hovrådet Johan Silfverstierna, Anna Maria Silfverstierna (1643–1697).

### Förmögen generaltullmästare
Drakenhielm, som först var kammarråd, blev rik genom sitt gifte med Johan Silfverstiernas dotter, men hade redan börjat bygga upp en betydande förmögenhet på egen hand. År 1650 hade han nämligen anförtrotts förvaltningen av medlen från stora sjötullen, vilket gav honom mycket stora inkomster. Denna position gav honom titeln generaltullmästare.

### Karpdammar vid Zinkensdamm och tomt på kvarteret Rosendahl
År 1668 köpte Drakenhielm en egendom på västra Södermalm av änkan till borgmästare Johan Prytz. Området bestod till en stor del av ”höga berg, som är odugelige” och lämpade sig inte för bebyggelse. Det var i stället sannolikt behovet av karpdammar, ett ”måste” för en finansman på 1600-talet, som låg bakom köpet. Egendomen kallas i den Holmska tomtboken för Drakenhielms ”store träägårdh och carpedammar”. Dammarna anlades vid utloppet av sjön Fatburen, som låg mitt på Södermalm. 
När Drakenhielms ekonomiska situation snabbt försämrades av kung Karl XI:s reduktionspolitik övergick egendomen till riksrådet Claes Fleming. När Fleming dog år 1685 övergick egendomen till hans änka, som samma år sålde gården till köpmannen Frantz Zinck. Det är efter denne Zinck som området än i dag kallas Zinkensdamm.
Enligt Holms tomtbok (västra del från 1679) ägde Drakenhielm även en stor tomt i kvarteret Rosendal. Där uppfördes 1690 Stora Daurerska huset, vars byggherre var den holländske handelsmannen Heere van Santen. I huset föddes Carl Michael Bellman den 4 februari 1740.

### Säteri byggs på Öster-Malma
Öster-Malma gård i Ludgo socken i Södermanland hade inköpts 1650 av Johan Silfverstierna och 1660 övergick gården genom arv i dottern Anna Marias ägo. På Öster-Malma lät Drakenhielm under 1660-talet bygga den säteribyggnad som står där än idag. Arkitekt var Jean de la Vallée, en av tidens mest kända svenska arkitekter men också gift med Drakenhielms syster, Anna Maria Böös. Huset stod klart 1668, då taket lades. Huset avbildades i Erik Dahlberghs Suecia antiqua et hodierna, kanske noggrannare än vanligt med tanke på att det ägdes av Dahlberghs svärfar. Öster-Malma stannade i släkten Drakenhielms ägo till 1738, då det köptes av Georg Thomas von Berchner. Idag drivs Öster-Malma av Svenska Jägareförbundet. Gården har ovanligt väl behållit sin 1600-talskaraktär.
Wilhelm Drakenhielm och hans hustru ärvde också godset Stjärnholm i Sörmland efter Johan Silfverstierna. För sig själva och sina underlydande på herrgården lät de bygga en ny kyrka invid gården under 1660-talet, kyrkan stod klar 1671.
Wilhelm avled på nyåret 1676. Han och Anna Maria fick sex barn och den unga änkan överlevde Wilhelm med 21 år. Hon gifte om sig 1680 med landshövding Mårten Lindhielm.